# مسابقات جهانی تنیس روی میز ۱۹۸۵

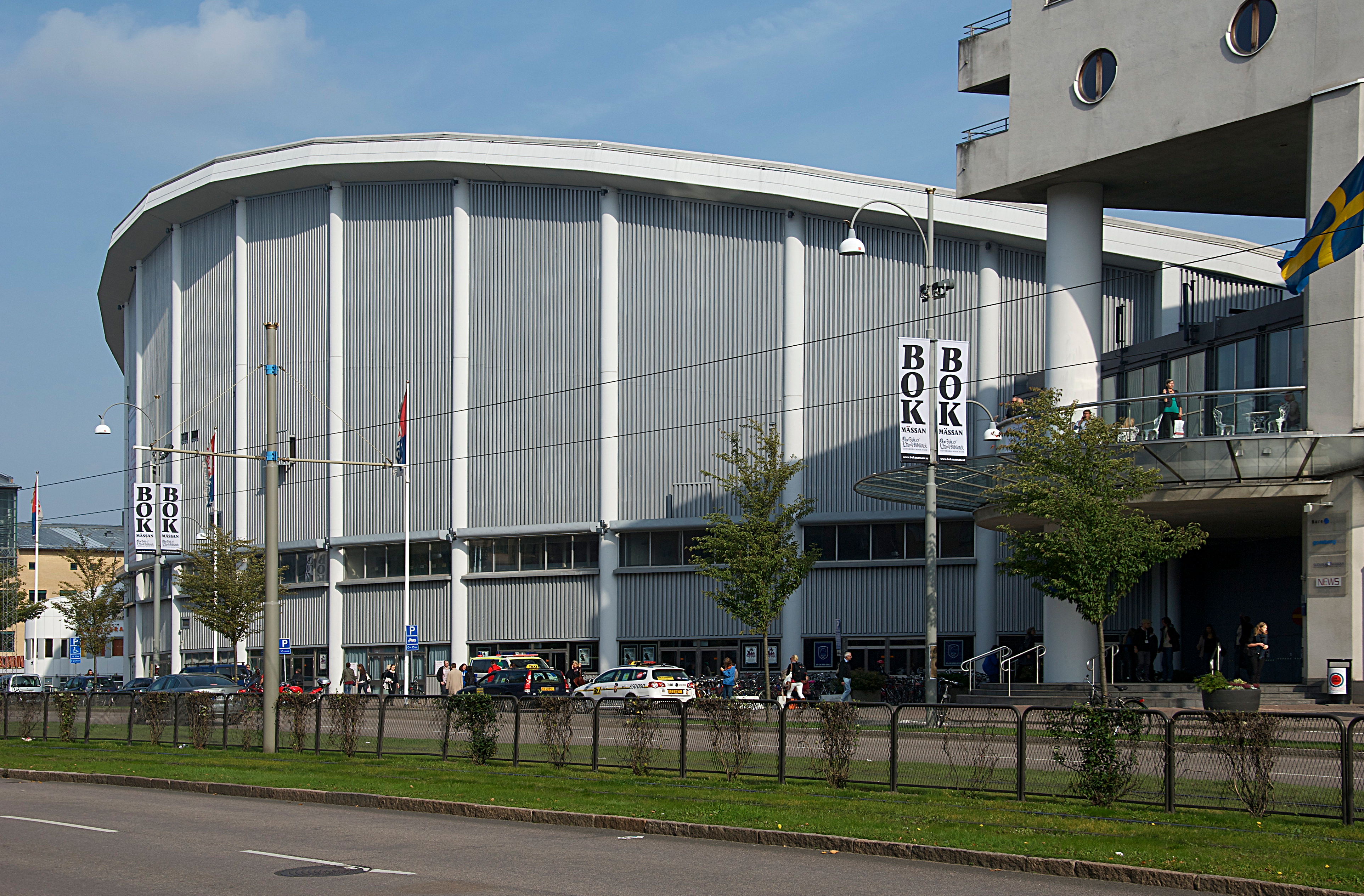
محل برگزاری مسابقات

مسابقات جهانی تنیس روی میز ۱۹۸۵ (انگلیسی: 1985 World Table Tennis Championships) سی و هشتمین دوره مسابقات جهانی تنیس روی میز است که در شهر یوتبری، سوئد برگزار شده‌است.
این مسابقات از ۲۸ مارس تا ۷ آوریل ۱۹۸۵ در دو بخش تیمی و انفرادی انجام شده‌است.

## نتایج

### تیمی
| رویداد     | طلا                                                                      | نقره                                                                                  | برنز                                                                                          |
| تیمی مردان | چین · چن لونگکان · چن شینهوا · جیانگ جیالیانگ · وانگ هوی‌یوان · Xie Saike | سوئد · میکل اپلگرین · اولف بنگسون · اولف «تیکن» کارلسون · اریک لیند · یان اووه والدنر | لهستان · Stefan Dryszel · آندری گروبا · Andrzej Jakubowicz · Leszek Kucharski · Norbert Mnich |
| تیمی زنان  | چین · دای لیلی · گینگ لیجوان · شیره کویاما · تونگ لینگ                   | کرهٔ شمالی · Cho Jung-hui · Han Hye-Song · ری پون-هوی · Pang Chun-Dok                  | کرهٔ جنوبی · Lee Soo-ja · Lee Sun · یانگ یونگ-جا · Yoon Kyung-mi                               |

### انفرادی
| رویداد        | طلا                              | نقره                            | برنز                     |
| انفرادی مردان | جیانگ جیالیانگ                   | چن لونگکان                      | Lo Chuen Tsung           |
| انفرادی مردان | جیانگ جیالیانگ                   | چن لونگکان                      | تنگ یی                   |
| انفرادی زنان  | کائو یانهوا                      | گینگ لیجوان                     | چی یائوشیانگ             |
| انفرادی زنان  | کائو یانهوا                      | گینگ لیجوان                     | دای لیلی                 |
| دونفره مردان  | میکل اپلگرین اولف «تیکن» کارلسون | میلان اورلوفسکی Jindřich Panský | Fan Changmao هه ژیون     |
| دونفره مردان  | میکل اپلگرین اولف «تیکن» کارلسون | میلان اورلوفسکی Jindřich Panský | کای ژنهوا جیانگ جیالیانگ |
| دونفره زنان   | دای لیلی گینگ لیجوان             | کائو یانهوا نی شیانلیان         | Jiao Zhimin چی یائوشیانگ |
| دونفره زنان   | دای لیلی گینگ لیجوان             | کائو یانهوا نی شیانلیان         | Guan Jianhua تونگ لینگ   |
| دونفره مختلط  | کای ژنهوا کائو یانهوا            | Jindřich Panský Marie Hrachová  | چن شینهوا تونگ لینگ      |
| دونفره مختلط  | کای ژنهوا کائو یانهوا            | Jindřich Panský Marie Hrachová  | Fan Changmao Jiao Zhimin |